# Ben Sheets
Ben M. Sheets, född den 18 juli 1978 i Baton Rouge i Louisiana, är en amerikansk före detta professionell basebollspelare som spelade tio säsonger i Major League Baseball (MLB) 2001–2008, 2010 och 2012. Sheets var högerhänt pitcher.
Sheets var under sin karriär mycket skadedrabbad men var ändå under flera år Milwaukee Brewers bästa pitcher och togs ut till fyra all star-matcher. Han var även med och tog guld för USA vid olympiska sommarspelen 2000 i Sydney.

## Karriär

### Milwaukee Brewers
Sheets draftades av Milwaukee Brewers 1999 som tionde spelare totalt och redan samma år gjorde han proffsdebut i Brewers farmarklubbssystem. Efter två säsonger i farmarligorna, där han 2000 utsågs till Brewers Minor League Player of the Year, debuterade Sheets i MLB den 5 april 2001. Inför den säsongen utsågs han av den ansedda tidningen Baseball America till den främsta unga talangen i Brewers organisation.
Efter att ha förlorat sina två första starter 2001 skickades Sheets ned till Brewers högsta farmarklubb Indianapolis Indians, men återkom efter bara två starter där. Den 29 maj pitchade han sin första complete game och shutout i en match mot St. Louis Cardinals. Med början i den matchen vann han sex raka matcher (på sju starter), vilket skulle visa sig vara den längsta sådana sviten i hans karriär. Han utsågs till juni månads Rookie of the Month i National League efter att ha vunnit fem matcher och inte förlorat någon med en earned run average (ERA) på 3,55 på sex starter. Dock hade han senare under säsongen även sex raka förluster (på nio starter), även det den längsta sådana sviten i karriären. Över huvud taget spelade han bättre under säsongens första halva (tio vinster, fem förluster, 3,59 ERA) än under den andra halvan (en vinst, fem förluster, 7,06 ERA). Han blev den femte nykomlingen (rookien) i MLB sedan 1980 som vunnit minst tio matcher under den första halvan av en säsong. Hans fina spel i säsongsinledningen gjorde att han togs ut till all star-matchen, vilket ingen rookie i Brewers historia blivit tidigare. Mot slutet av säsongen missade han drygt en månad på grund av seninflammation (tendinit) i höger axel (rotatorkuffen). Sett över hela säsongen 2001 vann Sheets elva matcher och förlorade tio med en ERA på 4,76 på 25 starter. Han var en av bara tre rookies i MLB som vann minst tio matcher den säsongen. De andra två var CC Sabathia (17) och Roy Oswalt (14).
2002 gick det något sämre för Sheets. På 34 starter vann han i och för sig återigen elva matcher men han förlorade 16, vilket var delat flest i National League. Hans ERA var dock respektabla 4,15 och han kom nia i National League i innings pitched (216,2). Brewers hade över huvud taget ett uselt år där man förlorade 106 matcher och bara vann 56, vilket ledde till sista plats i National League Central Division.
2003 utsågs Sheets till Brewers Pitcher of the Year efter att ha vunnit elva matcher och förlorat 13 med en ERA på 4,45 på 34 starter. Han kom delad fyra i National League i innings pitched (220,2) och var den förste i klubben på tio år att nå minst 200 innings pitched i två raka säsonger. Vidare kom han trea i National League i walks per nio innings pitched (1,75) och sexa i strikeouts / walks (3,65).
2004 var Sheets dittills mest framgångsrika säsong. Han satte nytt klubbrekord med 18 strikeouts den 16 maj i en match mot Atlanta Braves och den veckan utsågs han till National League Player of the Week. Den 13 juni lyckades han i en match mot Houston Astros med en mycket sällsynt bedrift - i den tredje inningen hade han tre strikeouts på bara nio kast, vilket bara hade hänt 24 gånger tidigare i National Leagues historia. I juli togs han för andra gången ut till all star-matchen, men han spelade bättre före den (nio vinster, fem förluster, 2,26 ERA) än efter (tre vinster, nio förluster, 3,17 ERA). Sett över hela säsongen vann Sheets tolv matcher och förlorade 14 med en ERA på fina 2,70 på 34 starter och utsågs för andra året i rad till Brewers Pitcher of the Year. Hans siffror hade kunnat vara ännu bättre om inte hans medspelare gjort noll poäng i fyra av hans starter och en poäng i sex andra. Han nådde karriärens högsta siffror i innings pitched (237), complete games (fem) och strikeouts (264) och låg bra till i National League i många kategorier - etta i strikeouts / walks (8,25), tvåa i strikeouts, walks + hits per inning pitched (0,98), walks per nio innings pitched (1,22) och delad tvåa i complete games, trea i ERA och delad trea i innings pitched, fyra i strikeouts per nio innings pitched (10,02) samt sjua i slaggenomsnitt mot (0,226) och hits per nio innings pitched (7,63). Hans 264 strikeouts var bäst i hela MLB bland högerhänta pitchers och var även nytt klubbrekord; i nio matcher hade han minst tio strikeouts. Detta var enda säsongen i Sheets karriär som han fick någon röst i omröstningen till Cy Young Award, priset till ligans bäste pitcher. Efter säsongen opererades han för diskbråck i ländryggen.
Inför 2005 års säsong skrev Sheets i februari på en ettårig förlängning av sitt kontrakt värd sex miljoner dollar. Detta var den högsta årslönen för en pitcher i Brewers historia. För fjärde året i rad fick han äran att starta Brewers första match för säsongen; ingen i klubbens historia hade tidigare fått göra det mer än tre gånger. Efter att ha vunnit premiären förlorade Sheets de fem därpå följande starterna med en ERA på 4,75. I mitten av april, ett par veckor in i säsongen, skrev Sheets på en fyraårig förlängning med Brewers till och med 2008, som ersatte det i februari tecknade kontraktet. Det nya avtalet var värt 38,5 miljoner dollar och var det dyraste i Brewers historia. Från slutet av april till slutet av maj var han borta från spel på grund av vestibulär neuronit (en form av yrsel). Han pitchade nio inningar i fyra av fem starter från och med den 30 juli till och med den 20 augusti, varav tre var complete games. I den matchen där han inte pitchade nio inningar förlorade han mot Colorado Rockies efter att ha tillåtit tio earned runs och 13 hits på sex inningar. Antalet poäng (runs) och hits var det högsta i karriären. Han skadade sig i höger latissimus dorsi-muskel under en match den 26 augusti mot Atlanta Braves och missade resten av säsongen. Under hela säsongen vann Sheets tio matcher och förlorade nio med en ERA på 3,33 på 22 starter. Det var femte säsongen i rad som han vann minst tio matcher och det hade inte hänt i klubben sedan 1979-1983. Motståndarnas slaggenomsnitt var bara 0,237 och han kom delad sexa i National League i complete games (tre).
Sheets inledde 2006 års säsong skadad på grund av en muskelbristning i höger axel och spelade ett par matcher i farmarligorna för att komma i form. I början av maj blev han uppsatt på skadelistan igen med seninflammation (tendinit) i höger axel och var inte klar för spel igen förrän den 25 juli, även den här gången efter några matcher i farmarligorna. Den 5 augusti tvingades han bryta en match mot St. Louis Cardinals efter bara en inning efter att ha känt stramhet i stora bröstmuskelns högra del, men redan den 12 augusti gjorde han sin nästa start och vann mot Atlanta Braves. I en match den 13 september mot Pittsburgh Pirates brände han de första 18 slagmännen i rad innan han till slut tillät en hit i sjunde inningen. Han vann matchen och hade tio strikeouts för tredje och sista gången under säsongen. Han utsågs till Brewers Pitcher of the Month avseende september/oktober då han vann två matcher, förlorade en och hade en ERA på 2,59 på sex starter. Under de matcherna hade han 45 strikeouts och bara fyra walks på 41,2 inningar. Sammanfattningsvis för 2006 vann Sheets sex matcher och förlorade sju med en ERA på 3,82 på 17 starter.
För femte gången fick Sheets 2007 äran att starta Brewers första match för säsongen och han gjorde det med bravur - i matchen mot Los Angeles Dodgers pitchade han en complete game och tillät bara två hits och inga walks. Mellan de två hitsen brände han 22 slagmän i rad. Ingen hade pitchat en complete game med två eller färre hits och inga walks i säsongens första match i MLB sedan hall of fame-medlemmen Lefty Grove gjorde det för Boston Red Sox 1940. Den 25 april tvingades Sheets bryta en match mot Chicago Cubs efter bara tre inningar på grund av en sträckning i höger ljumske, men efter det pitchade han mycket bra och utsågs till Brewers Pitcher of the Month avseende både maj (fyra vinster, en förlust, 3,29 ERA på sex starter) och juni (fem vinster, noll förluster, 2,16 ERA på sex starter). Han utsågs även till National League Pitcher of the Month avseende juni. Mellan den 29 maj och den 14 juni tillät han inte en enda poäng på 22,2 raka inningar, vilket var den längsta sådana perioden i karriären och längsta i klubben den säsongen. I den sista av de matcherna, mot Detroit Tigers, nådde han 1 000 strikeouts i karriären som den andre i Brewers historia. I juli togs han ut till sin tredje all star-match, men i matchen efter mot Colorado Rockies drabbades han av en skada i höger långfinger som höll honom borta från spel till den 29 augusti. I de fem starter han gjorde efter det vann han två och förlorade en med en ERA på 6,14. I den sista matchen, mot Houston Astros, fick han lämna efter bara en inning på grund av stramhet i hamstringsmusklerna på vänster sida. Sett över hela säsongen vann Sheets tolv matcher och förlorade fem med en ERA på 3,82 på 24 starter. Han kom delad fyra i National League i complete games (två) och delad femma i andel vinster (71%).

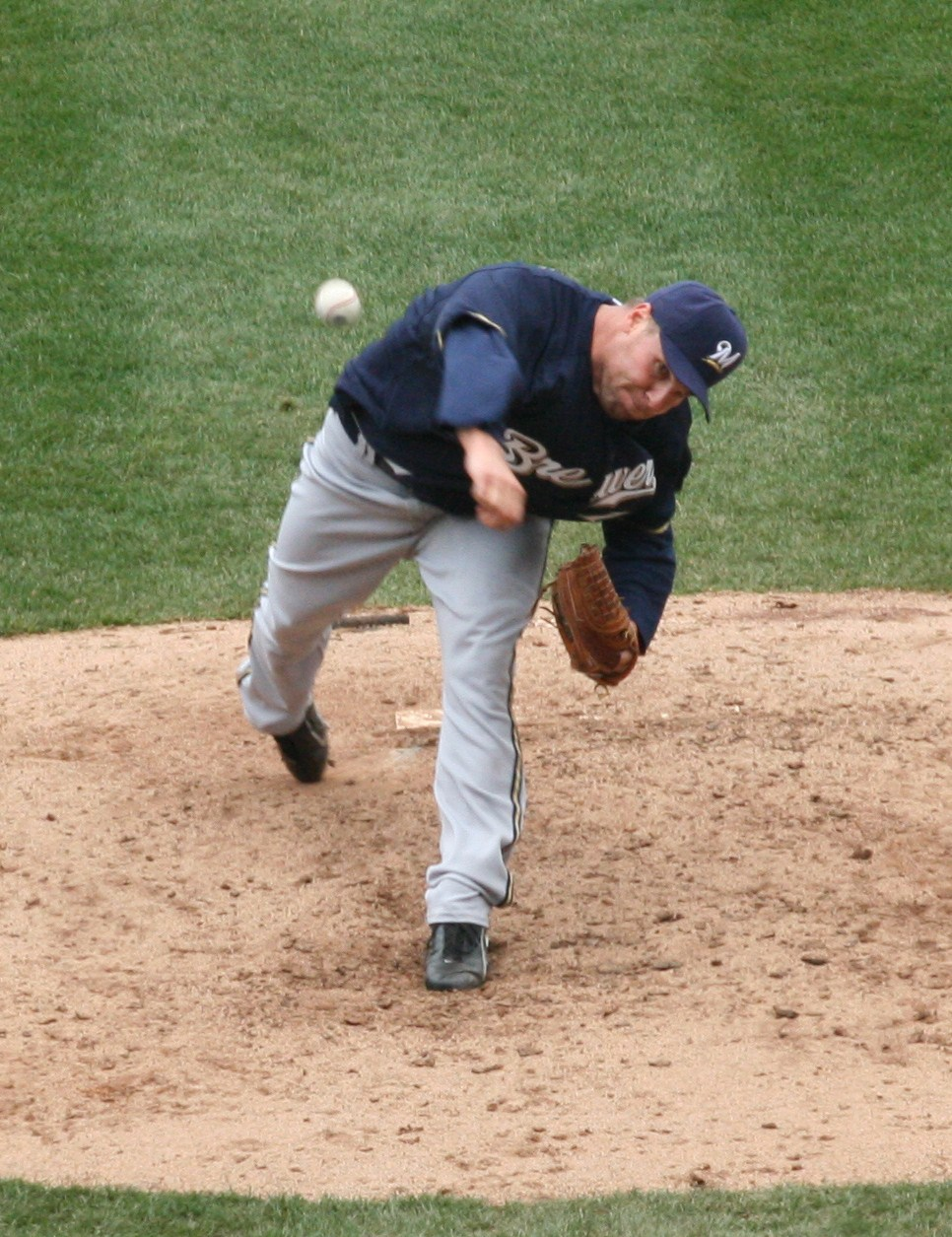
Sheets i Milwaukee Brewers dräkt 2008.

2008 fick Sheets för sjätte gången äran att starta Brewers första match för säsongen. I den andra matchen, den 6 april mot San Francisco Giants, pitchade han karriärens andra shutout, den första sedan 2001, och han inledde säsongen med 15,1 raka inningar utan att tillåta en enda poäng. Han fick avbryta en match den 18 april mot Cincinnati Reds med stramhet i höger triceps-muskel. Den 10 maj hade han en strikeout mot Albert Pujols i St. Louis Cardinals som innebar den 1 082:a i karriären, nytt klubbrekord för Brewers. Sheets säsongsinledning var över huvud taget mycket bra och han utsågs till Brewers Pitcher of the Month avseende både april (fyra vinster, noll förluster, 1,64 ERA på fem starter) och maj (två vinster, en förlust, 3,53 ERA på sex starter). Det fina spelet ledde till att han för fjärde (och sista) gången togs ut till all star-matchen i juli, men för första gången fick han även äran att starta den. Han blev därmed den förste pitchern i Brewers historia att starta en all star-match. Den 9 augusti pitchade han årets andra shutout i en match mot Washington Nationals och den 6 september årets tredje i en match mot San Diego Padres. Mellan den 26 augusti och den 6 september tillät han inte en enda poäng på 20 raka inningar. I en av de matcherna, den 1 september mot New York Mets, fick han dock bryta matchen på grund av stramhet i vänster ljumske. Han fick även bryta en match den 17 september mot Chicago Cubs på grund av stramhet i höger underarm och smärta i höger armbåge och en match tio dagar senare mot samma klubb på grund av samma armbåge, vilket skulle visa sig bli Sheets sista match i Brewers dräkt. Han kunde inte delta i slutspelet, som Brewers hade kvalificerat sig till för första gången sedan 1982. Sheets vann under säsongen 13 matcher, flest i karriären, och förlorade nio med en ERA på 3,09 på 31 starter. I National League kom han delad etta i shutouts (tre), tvåa i complete games (fem), femma i ERA, sexa i strikeouts / walks (3,36), sjua i walks + hits per inning pitched (1,15) och tia i walks per nio innings pitched (2,13).
Efter säsongen blev Sheets för första gången i karriären free agent och därmed fri att skriva på för vilken klubb han ville. Brewers visade intresse för att ha honom tillbaka, men Sheets var ute efter ett längre kontrakt än klubben var villig att erbjuda. Därmed var hans tid i Brewers över.
Under sina åtta säsonger för Brewers vann Sheets 86 matcher och förlorade 83 med en ERA på 3,72 på 221 starter. I klubbens historia ligger han efter 2012 års säsong etta i strikeouts (1 206), walks + hits per inning pitched (1,20) och strikeouts / walks (3,85), tvåa i walks per nio innings pitched (1,97), trea i starter, fyra i strikeouts per nio innings pitched (7,60), femma i vinster och innings pitched (1 428), delad sexa i ERA och tia i hits per nio innings pitched (8,84).
Sheets var nära ett tvåårskontrakt med Texas Rangers för 2009–2010, men en läkarundersökning visade att han måste operera höger armbåge och därför blev det inget kontrakt. Han opererades i mitten av februari och missade hela 2009 års säsong.

### Oakland Athletics
I januari 2010 skrev Sheets på ett ettårskontrakt värt 10 miljoner dollar med Oakland Athletics. Även för Athletics fick han äran att starta säsongens första match, men han inledde säsongen dåligt (en vinst, tre förluster, 7,12 ERA, 0,339 slaggenomsnitt mot på de första sex starterna). I månadsskiftet april/maj blev han den andre pitchern i Oaklands historia att tillåta minst åtta poäng i två raka starter och i den andra av de matcherna, mot Toronto Blue Jays, satte han nytt klubbrekord för Oakland genom att tillåta åtta extra-base hits. Efter de första sex starterna spelade han dock bättre (tre vinster, sex förluster, 3,64 ERA, 0,240 slaggenomsnitt mot på de nästa 14 starterna), bland annat pitchade han de första sex inningarna av en shutout mot San Francisco Giants den 23 maj. I matchen efter, mot Detroit Tigers, pitchade han sju inningar efter att inte ha nått så långt in i en match 13 starter i följd, vilket var den längsta sådana sviten i karriären. Från och med den matchen tillät han minst tre extra-base hits i åtta raka matcher, också det ett nytt rekord för Oakland. I juli hade han en ERA på 2,25 efter att i april, maj och juni som lägst haft 4,84. I slutet av juli, efter bara 20 starter, drabbades han dock av en muskelbristning i höger armbåge och missade resten av säsongen. Totalt vann han fyra matcher och förlorade nio med en ERA på 4,53. Hans spel på hemmaplan (fyra vinster, fyra förluster, 2,91 ERA, 0,231 slaggenomsnitt mot på elva starter) var mycket bättre än hans spel på bortaplan (noll vinster, fem förluster, 6,66 ERA, 0,310 slaggenomsnitt mot på nio starter). Andelen vinster under säsongen (31%) var lägst i karriären och han nådde också karriärens sämsta resultat i kategorierna slugging % mot (0,486) och walks per nio innings pitched (3,24). Med löpare på andra och/eller tredje bas hade han ett högt slaggenomsnitt mot (0,319), och i samma situation med två brända ett ännu högre (0,368). Mot den första slagmannen i en inning gick det inte heller bra (0,291 slaggenomsnitt mot, 0,366 on-base % mot). Det fanns dock ljusglimtar - han pitchade minst sex inningar i 17 av de 20 starterna, tillät två poäng eller färre sju gånger och tillät två walks eller färre tio gånger. Efter säsongen hade han sammanlagt spelat 241 matcher, och hade spelat från start i samtliga. I MLB:s historia var det bara två pitchers, Tom Glavine (682) och CC Sabathia (322), som hade spelat fler matcher än Sheets utan att någonsin komma in som avbytare. Som slagman hade Sheets hittills i karriären varit usel - hans slaggenomsnitt på 0,078 var näst lägst i MLB:s historia bland spelare med minst 300 at bats.
Den 9 augusti 2010 genomgick Sheets en så kallad Tommy John-operation (uppkallad efter pitchern Tommy John) på höger armbåge. Man passade även på att reparera ett par senor i området. I november 2010 blev Sheets återigen free agent, men hans skadade högerarm höll honom borta från spel hela 2011 och halva 2012.

### Atlanta Braves

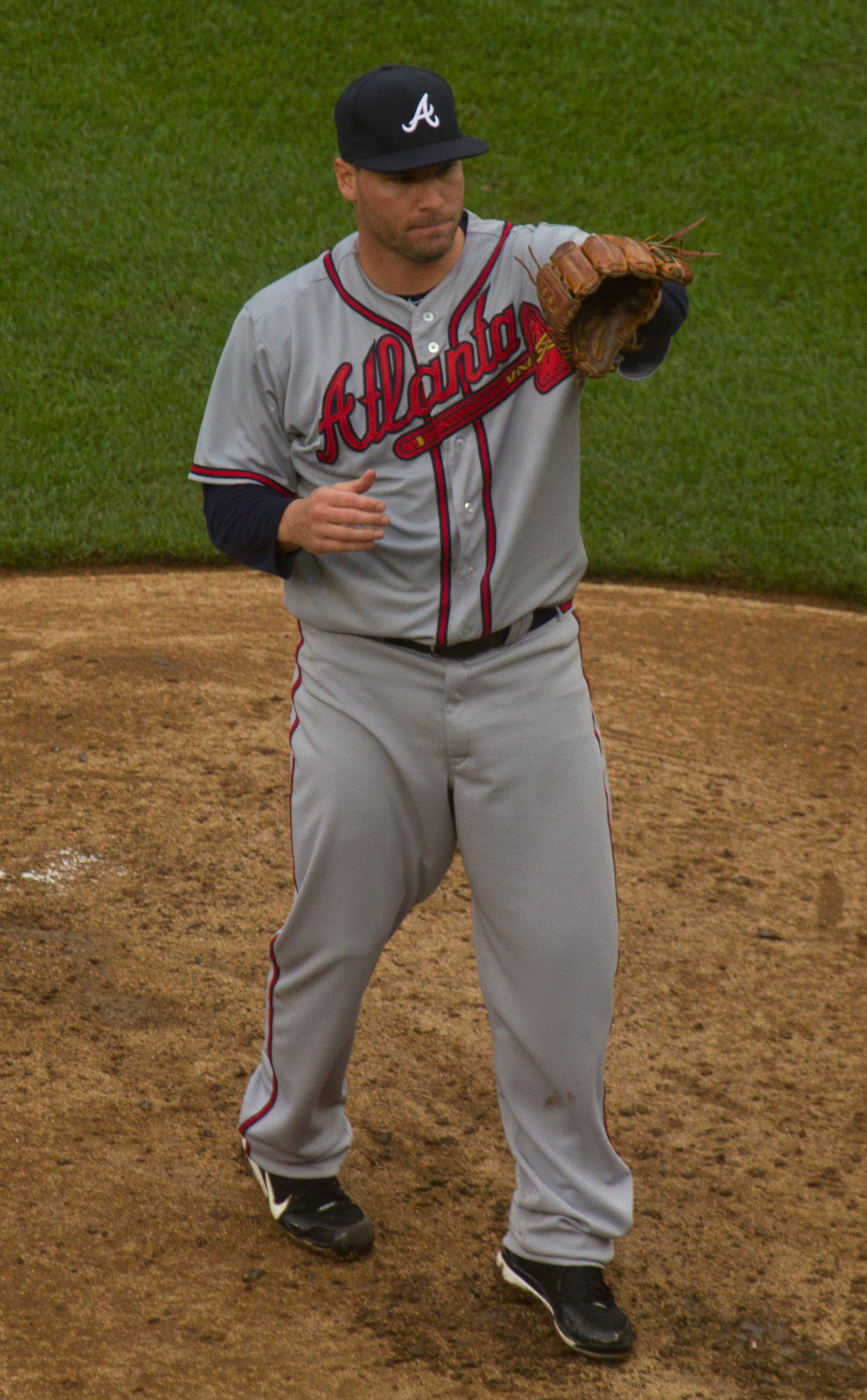
Sheets i Atlanta Braves dräkt 2012.

I början av juli 2012 skrev Sheets på ett så kallat minor league-kontrakt med Atlanta Braves. Efter två starter för Braves AA-klubb blev han uppflyttad till moderklubben, där han spelade mycket bra den första månaden (tre vinster, noll förluster, 0,50 ERA på tre starter) medan augusti gick klart sämre (en vinst, fyra förluster, 5,34 ERA på fem starter). Efter en match den 24 augusti mot San Francisco Giants blev han uppsatt på skadelistan med inflammation i höger axel. Därefter spelade han ingenting förrän den 3 oktober, i den sista matchen för säsongen mot Pittsburgh Pirates, då han fick starta matchen men bara pitchade den första inningen. Det gjorde han dock nästan så bra som det går - inga hits, inga poäng, inga walks och två strikeouts. Detta blev Sheets 250:e och sista match i karriären. Slutsiffrorna för 2012 års säsong blev fyra vinster och fyra förluster med en ERA på 3,47 på nio starter.

### Internationellt
Under 2000 års säsong, när Sheets fortfarande spelade i Milwaukee Brewers farmarklubbssystem, togs han ut till USA:s landslag vid olympiska sommarspelen i Sydney, där han var lagets främste starter. Han startade två matcher i gruppspelet, mot Japan och Italien, som båda vanns av USA med 4-2. I finalen ställdes USA mot favoriterna Kuba och Sheets fick förtroendet att starta matchen. USA vann matchen och därmed guldet med 4-0 och Sheets pitchade hela matchen, en shutout. Han tillät bara tre hits under matchen. I hela turneringen vann Sheets en match (finalen) och förlorade ingen med en ERA på 0,41 på tre starter. Dagen efter finalen reste Sheets till Milwaukee för att bevista den sista matchen någonsin på Milwaukee County Stadium, och han fick en stående applåd från de mer än 56 000 åskådarna på läktarna.

## Spelstil
Sheets använde sig främst av en four-seam fastball och en curveball, men han kastade ibland även en two-seam fastball (kallas även sinker) och en changeup. Hans four-seam fastball nådde i genomsnitt cirka 93 mph (150 km/h), hans curveball cirka 80 mph (129 km/h), hans sinker cirka 91 mph (146 km/h) och hans changeup cirka 85 mph (137 km/h). Han kastade oftare sin four-seam fastball till högerhänta slagmän och särskilt om det var fler balls än strikes. Sin curveball kastade han oftare om det var fler strikes än balls.